# Imperialni kolidž v Londonu
Imperialni kolidž v Londonu (angleško Imperial College London, s polnim uradnim imenom Imperial College of Science, Technology and Medicine) je britanska javna raziskovalna univerza s sedežem v Londonu, ki ponuja študijske programe na področjih bioloških in fizikalnih znanosti, geologije, inženirstva, računalništva ter medicine. V študijskem letu 2018/19 jih je obiskovalo približno 19.000 študentov. Glavni kampus se nahaja v prestižni londonski četrti South Kensington (Westminster), leta 2012 pa je bil zgrajen še nov raziskovalni kampus v četrti White City zahodno od South Kensingtona. Poleg tega med drugim upravlja z več univerzitetnimi bolnišnicami, poskusnim območjem v Berkshireu in rudnikom v Cornwallu.
Kolidž je bil ustanovljen s kraljevim odlokom leta 1907, leto kasneje pa se je pridružil sistemu Univerze v Londonu. Nastal je z združitvijo treh starejših ustanov: Kraljevega kolidža za naravoslovje (Royal College of Science, ustanovljen 1845), Kraljeve rudarske šole (Royal School of Mines, ust. 1851) ter Kolidža mesta in cehov (City and Guilds College, ust. 1884). Leta 1988 mu je bila priključena medicinska šola bolnišnice St. Mary's in kasneje še več drugih izobraževalnih ustanov. Kljub formalnemu članstvu v sistemu londonske univerze je bil Imperialni kolidž delno samostojen; leta 2003 je pridobil pravico do samostojnega podeljevanja akademskih nazivov, dve leti kasneje pa so se pričela pogajanja o izstopu iz matične ustanove. Leta 2006 je dejansko postal samostojna univerza.
Na različnih mednarodnih lestvicah po akademskih in raziskovalnih dosežkih se Imperialni kolidž uvršča blizu vrha svetovnih univerz. Štirje raziskovalci so prejeli Nobelovo nagrado v času, ko so tu delovali kot predavatelji: Derek Barton (kemija, 1969), Dennis Gabor (fizika, 1971), Geoffrey Wilkinson (kemija, 1973) in Abdus Salam (fizika, 1979).